# Discografia de Kesha
A seguir apresenta-se a discografia de Kesha, uma cantora e compositora de música pop norte-americana, que é composta por três álbuns de estúdio, dois extended plays (EP), um álbum de compilação, nove singles como artista principal, bem como cinco singles como artista convidada. Na idade de dezoito anos, Kesha assinou com a editora discográfica do produtor musical Dr. Luke. Para se estabelecer como uma cantora, ela cantou os vocais de apoio e compôs canções para outros artistas e, enquanto trabalhava no seu álbum de estreia, acabou por fazer a sua descoberta no início de 2009, com a participação no single do rapper Flo Rida intitulado "Right Round", que alcançou o número um na Billboard Hot 100 nos Estados Unidos.
O álbum de estreia de Kesha, Animal, lançado em Janeiro de 2010, liderou as tabelas do Canadá, Grécia e Estados Unidos, tendo estreado no número da Billboard 200. O álbum vendeu 152 mil cópias, das quais as vendas digitais representaram um recorde de 76% para as maiores vendas digitais versus vendas físicas de um álbum no número um. Animal gerou quatro singles, sendo "Tik Tok" o single de estreia, que foi lançado a 7 de Agosto de 2009. Ele alcançou o primeiro posto em onze países e recebeu certificação de platina na Austrália, Canadá, Alemanha e Nova Zelândia. Nos EUA, a canção atingiu o topo da Billboard Hot 100, onde permaneceu por nove semanas consecutivas. Até Julho de 2010, a música já havia vendido mais cinco milhões de cópias nos EUA e, como resultado disso, recebeu o certificado de disco de platina por cinco vezes pela Recording Industry Association of America (RIAA). "Blah Blah Blah", "Your Love Is My Drug" e "Take It Off" foram lançados como o segundo e terceiro singles do álbum, respectivamente. Todas as três músicas posicionaram-se nas dez melhores posições em vários países e receberam as certificações de ouro e platina na Austrália, Nova Zelândia e Estados Unidos.
Em Novembro de 2010, foi lançado o primeiro EP da cantora: Cannibal. O EP posicionou-se nas vinte melhores colocações nos Estados Unidos e Canadá e recebeu o certificado de disco de ouro pela RIAA. O seu primeiro single, "We R Who We R", estreou no número um nos EUA, e alcançou o mesmo lugar na Austrália e no Reino Unido. "Blow", o segundo single, atingiu o número sete nos EUA e recebeu o certificado de disco de platina pela RIAA e pela Australian Recording Industry Association (ARIA).
O segundo trabalho de estúdio da cantora, Warrior, foi lançado no início de Dezembro de 2012. Em termos de desempenho comercial, o álbum falhou em conquistar o mesmo sucesso que Animal, tendo estreado fora das vinte melhores posições das tabelas musicais de vários países, incluindo a França, a Alemanha e a Irlanda. O seu primeiro single, "Die Young", foi lançado a 25 de Setembro de 2012 e estreou no número 13 nos EUA, tendo mais tarde atingido o pico no número dois. No Reino Unido, alcançou o número oito. Deconstructed, o segundo EP de Kesha, foi lançado no mesmo dia que Warrior e também falhou em termos de sucesso comercial, tendo não conseguido entrar em nenhuma tabela musical. O segundo single de Warrior é "C'mon", que foi previamente lançado como um single promocional nos fins de 2012. A canção teve um desempenho gráfico menor que "Die Young", contudo, conseguiu receber o certificado de disco de ouro na Austrália.

## Álbuns

### Álbuns de estúdio
| Detalhes do álbum                                                                                                   | Melhores posições nas tabelas | Melhores posições nas tabelas | Melhores posições nas tabelas | Melhores posições nas tabelas | Melhores posições nas tabelas | Melhores posições nas tabelas | Melhores posições nas tabelas | Melhores posições nas tabelas | Melhores posições nas tabelas | Melhores posições nas tabelas | Vendas                                   | Certificações (limiares de vendas)                                            |
| Detalhes do álbum                                                                                                   | EUA                           | AUS                           | AUT                           | CAN                           | ALE                           | IRL                           | JAP                           | NZL                           | SUI                           | UK                            | Vendas                                   | Certificações (limiares de vendas)                                            |
| --- | ----------------------------- | ----------------------------- | ----------------------------- | ----------------------------- | ----------------------------- | ----------------------------- | ----------------------------- | ----------------------------- | ----------------------------- | ----------------------------- | ---------------------------------------- | ----------------------------------------------------------------------------- |
| Animal - Lançamento: 1 de Janeiro de 2010 - Gravadora: RCA Records - Formato(s): CD, vinil, download digital        | 1                             | 2                             | 1                             | 1                             | 1                             | 1                             | 3                             | 5                             | 3                             | 1                             | - : 6.5 milhões - : 2 milhões - :450 mil | - : 2× Platina - : 2× Platina - : Platina - : Ouro - : Ouro - : Ouro - : Ouro |
| Warrior - Lançamento: 4 de Dezembro de 2012 - Gravadora: RCA Records - Formato(s): CD, download digital             | 6                             | 12                            | 44                            | 10                            | 81                            | 64                            | 49                            | 30                            | 29                            | 60                            | - : 2 milhões - : 1 milhão               | - : Ouro                                                                      |
| Rainbow - Lançamento: 11 de Agosto de 2017 - Gravadora: Kemosabe Records - Formato(s): CD, download digital         | 1                             | 3                             | 1                             | 1                             | 33                            | 2                             | 42                            | 4                             | 1                             | 4                             | - : 1,5 milhões - : 1 milhão - : 40 mil  | - : Platina - : Ouro                                                          |
| High Road - Lançamento: 31 de Janeiro de 2020 - Gravadora: RCA Records - Formato(s): CD, download digital           | 7                             | 26                            | —                             | 20                            | —                             | 71                            | 164                           | —                             | —                             | 63                            | - : 100 mil                              |                                                                               |
| Gag Order - Lançamento: 19 de Maio de 2023 - Gravadoras: KemosabeRCA Records - Formato(s): CD, LP, download digital | 168                           | —                             | —                             | —                             | —                             | —                             | —                             | —                             | —                             | —                             | - : 8,300 mil                            |                                                                               |

### Álbuns de compilação
| Detalhes do álbum | Melhores posições nas tabelas | Melhores posições nas tabelas | Melhores posições nas tabelas | Melhores posições nas tabelas | Observações                                  |
| Detalhes do álbum | EUA                           | EUA Dance                     | AUS                           | CAN                           | Observações                                  |
| --- | ----------------------------- | ----------------------------- | ----------------------------- | ----------------------------- | -------------------------------------------- |
| I Am the Dance Commander + I Command You to Dance: The Remix Album - Lançamento: 18 de Março de 2011 - Gravadora: RCA Records - Formato: CD, download digital | 36                            | 1                             | 46                            | 37                            | - Consiste em remixes das canções de Animal. |

### Extended plays
| Detalhes do álbum                                                                                            | Melhores posições nas tabelas | Melhores posições nas tabelas | Melhores posições nas tabelas | Melhores posições nas tabelas | Melhores posições nas tabelas | Vendas                     | Certificações (limiares de vendas) |
| Detalhes do álbum                                                                                            | EUA                           | AUT                           | CAN                           | JAP                           | NZL                           | Vendas                     | Certificações (limiares de vendas) |
| --- | ----------------------------- | ----------------------------- | ----------------------------- | ----------------------------- | ----------------------------- | -------------------------- | ---------------------------------- |
| Cannibal - Lançamento: 19 de novembro de 2010 - Gravadora: RCA Records - Formato(s): CD, download digital    | 15                            | 7                             | 14                            | 3                             | 34                            | - : 2 milhões - : 1 milhão | - : Platina - : Ouro               |
| Deconstructed - Lançamento: 4 de dezembro de 2012 - Gravadora(s): RCA Records - Formato(s): download digital | 110                           | —                             | 1                             |                               | —                             |                            |                                    |
| "—" denota um item que não foi lançado no território ou não entrou na tabela desse país.                     |                               |                               |                               |                               |                               |                            |                                    |

### Box sets
| Detalhes do álbum                                                                                                |
| --- |
| Animal + Cannibal - Lançamento: 19 de novembro de 2010 - Gravadora: RCA Records - Formatos: CD, download digital |

## Singles

### Como artista principal
| Ano                                                                                      | Canção                                                  | Melhores posições nas tabelas | Melhores posições nas tabelas | Melhores posições nas tabelas | Melhores posições nas tabelas | Melhores posições nas tabelas | Melhores posições nas tabelas | Melhores posições nas tabelas | Melhores posições nas tabelas | Melhores posições nas tabelas | Melhores posições nas tabelas | Melhores posições nas tabelas | Certificações (limiares de vendas)                                                  | Álbum       |
| Ano                                                                                      | Canção                                                  | EUA                           | EUA Dance                     | AUS                           | AUT                           | CAN                           | ALE                           | IRL                           | JAP                           | NZL                           | SUI                           | UK                            | Certificações (limiares de vendas)                                                  | Álbum       |
| ---------------------------------------------------------------------------------------- | ------------------------------------------------------- | ----------------------------- | ----------------------------- | ----------------------------- | ----------------------------- | ----------------------------- | ----------------------------- | ----------------------------- | ----------------------------- | ----------------------------- | ----------------------------- | ----------------------------- | ----------------------------------------------------------------------------------- | ----------- |
| 2009                                                                                     | "Tik Tok"                                               | 1                             | 11                            | 1                             | 1                             | 1                             | 1                             | 3                             | 3                             | 1                             | 1                             | 4                             | - : 7× Platina - : 8× Platina - : 8× Platina - : 2× Platina - : Platina - : Platina | Animal      |
| 2010                                                                                     | "Blah Blah Blah" (com participação de 3OH!3)            | 7                             | 37                            | 3                             | 21                            | 3                             | 11                            | 18                            | —                             | 7                             | 30                            | 11                            | - : 2× Platina - : 2× Platina - : 2× Platina - : Ouro                               | Animal      |
| 2010                                                                                     | "Your Love Is My Drug"                                  | 4                             | 1                             | 3                             | 12                            | 6                             | 19                            | 10                            | 3                             | 15                            | 34                            | 13                            | - : 4× Platina - : 2× Platina - : Ouro                                              | Animal      |
| 2010                                                                                     | "Take It Off"                                           | 8                             | 29                            | 5                             | —                             | 8                             | —                             | 12                            | 81                            | 11                            | —                             | 15                            | - : 3× Platina - : 3× Platina - : Ouro                                              | Animal      |
| 2010                                                                                     | "We R Who We R"                                         | 1                             | 29                            | 1                             | 15                            | 2                             | 23                            | 10                            | 5                             | 4                             | 17                            | 1                             | - : 5× Platina - : 5× Platina - : Platina                                           | Cannibal    |
| 2011                                                                                     | "Blow"                                                  | 7                             | 27                            | 10                            | 22                            | 12                            | 39                            | 28                            | —                             | 8                             | —                             | 32                            | - : 2× Platina - : 4× Platina - : Ouro                                              | Cannibal    |
| 2012                                                                                     | "Die Young"                                             | 2                             | 8                             | 3                             | 4                             | 4                             | 20                            | 14                            | 20                            | 9                             | 23                            | 7                             | - : 4× Platina - : 4× Platina - : Platina - : Platina                               | Warrior     |
| 2013                                                                                     | "C'Mon"                                                 | 27                            | 16                            | 19                            | 64                            | 16                            | 79                            | 33                            | —                             | 22                            | —                             | 70                            | - : Platina - : Platina                                                             | Warrior     |
| 2013                                                                                     | "Crazy Kids" (com participação de will.i.am ou Juicy J) | 40                            | —                             | 32                            | 58                            | 47                            | 90                            | 14                            | —                             | —                             | —                             | 54                            | - : Platina - : Platina                                                             | Warrior     |
| 2016                                                                                     | "True Colors" (Zedd com Kesha)                          | 74                            | 38                            | 76                            | —                             | 66                            | —                             | 81                            | —                             | —                             | —                             | 78                            |                                                                                     | True Colors |
| 2017                                                                                     | "Praying"                                               | 22                            | —                             | 6                             | 68                            | 11                            | —                             | 23                            | 84                            | 37                            | 64                            | 26                            | - : 2× Platina - : 3× Platina - : 3× Platina - : Prata                              | Rainbow     |
| 2017                                                                                     | "Learn to Let Go"                                       | 97                            | —                             | —                             | —                             | 81                            | —                             | —                             | —                             | —                             | —                             | —                             |                                                                                     | Rainbow     |
| 2018                                                                                     | "Woman"                                                 | 96                            | 1                             | 78                            | —                             | 80                            | —                             | —                             | —                             | —                             | —                             | —                             | - : Ouro                                                                            | Rainbow     |
| "—" denota um item que não foi lançado no território ou não entrou na tabela desse país. |                                                         |                               |                               |                               |                               |                               |                               |                               |                               |                               |                               |                               |                                                                                     |             |

### Como artista convidada
| Ano                                                                                      | Canção                                                | Melhores posições nas tabelas | Melhores posições nas tabelas | Melhores posições nas tabelas | Melhores posições nas tabelas | Melhores posições nas tabelas | Melhores posições nas tabelas | Melhores posições nas tabelas | Melhores posições nas tabelas | Melhores posições nas tabelas | Melhores posições nas tabelas | Melhores posições nas tabelas | Certificações (limiares de vendas)                                                  | Álbum           |
| Ano                                                                                      | Canção                                                | EUA                           | EUA Dance                     | AUS                           | AUT                           | CAN                           | ALE                           | IRL                           | JAP                           | NZL                           | SUI                           | UK                            | Certificações (limiares de vendas)                                                  | Álbum           |
| ---------------------------------------------------------------------------------------- | ----------------------------------------------------- | ----------------------------- | ----------------------------- | ----------------------------- | ----------------------------- | ----------------------------- | ----------------------------- | ----------------------------- | ----------------------------- | ----------------------------- | ----------------------------- | ----------------------------- | ----------------------------------------------------------------------------------- | --------------- |
| 2008                                                                                     | "Right Round" (Flo Rida com participação de Kesha)    | 1                             | —                             | 1                             | 2                             | 1                             | 2                             | 1                             | —                             | 2                             | 2                             | 1                             | - : 4× Platina - : 3× Platina - : 3× Platina - : 3× Platina                         | R.O.O.T.S.      |
| 2010                                                                                     | "Dirty Picture" (Taio Cruz com participação de Kesha) | 96                            | 3                             | 16                            | —                             | 49                            | —                             | 10                            | —                             | 12                            | —                             | 6                             | - : Ouro                                                                            | Rokstarr        |
| 2010                                                                                     | "My First Kiss" (3OH!3 com participação de Kesha)     | 9                             | —                             | 13                            | 28                            | 28                            | 9                             | 10                            | —                             | 15                            | —                             | 7                             | - : Platina - : Platina - : Ouro - : Ouro                                           | Streets of Gold |
| 2013                                                                                     | "Timber" (Pitbull com participação de Kesha)          | 1                             | 1                             | 4                             | 1                             | 1                             | 1                             | 3                             | 28                            | 3                             | 3                             | 1                             | - : 7× Platina - : 2× Platina - : 6× Platina - : 5× Platina - : Platina - : 3× Ouro | Meltdown        |
| "—" denota um item que não foi lançado no território ou não entrou na tabela desse país. |                                                       |                               |                               |                               |                               |                               |                               |                               |                               |                               |                               |                               |                                                                                     |                 |

### Outras canções que entraram nas tabelas
| Ano                                                                                      | Canção                 | Melhores posições nas tabelas | Melhores posições nas tabelas | Melhores posições nas tabelas | Álbum                                                              |
| Ano                                                                                      | Canção                 | EUA                           | CAN                           | UK                            | Álbum                                                              |
| ---------------------------------------------------------------------------------------- | ---------------------- | ----------------------------- | ----------------------------- | ----------------------------- | ------------------------------------------------------------------ |
| 2010                                                                                     | "Kiss N' Tell"         | —                             | 91                            | 163                           | Animal                                                             |
| 2010                                                                                     | "Dinosaur"             | —                             | —                             | 180                           | Animal                                                             |
| 2010                                                                                     | "Sleazy"               | 51                            | 46                            | —                             | Cannibal                                                           |
| 2010                                                                                     | "Cannibal"             | 77                            | 62                            | —                             | Cannibal                                                           |
| 2010                                                                                     | "Crazy Beautiful Life" | 93                            | —                             | —                             | Cannibal                                                           |
| 2010                                                                                     | "Grow a Pear"          | 121                           | —                             | —                             | Cannibal                                                           |
| 2011                                                                                     | "F**k Him He's A DJ"   | 97                            | 75                            | —                             | I Am the Dance Commander + I Command You to Dance: The Remix Album |
| 2012                                                                                     | "Crazy Beautiful Life" | 93                            | —                             | —                             | Warrior                                                            |
| 2012                                                                                     | "Thinking of You"      | 114                           | —                             | —                             | Warrior                                                            |
| 2012                                                                                     | "Warrior"              | 125                           | —                             | —                             | Warrior                                                            |
| 2017                                                                                     | "Woman"                | 96                            | 80                            | —                             | Rainbow                                                            |
| 2017                                                                                     | "Learn to Let Go"      | 97                            | 81                            | —                             | Rainbow                                                            |
| 2017                                                                                     | "Hymn"                 | —                             | —                             | —                             | Rainbow                                                            |
| "—" denota um item que não foi lançado no território ou não entrou na tabela desse país. |                        |                               |                               |                               |                                                                    |

## Vídeos musicais
| Ano  | Canção                                        | Director(es)                |
| ---- | --------------------------------------------- | --------------------------- |
| 2009 | "Tik Tok"                                     | Syndrome                    |
| 2010 | "Blah Blah Blah"                              | Brendan Malloy              |
| 2010 | "Dirty Picture"                               | Alex Herron                 |
| 2010 | "Your Love Is My Drug"                        | Honey                       |
| 2010 | "My First Kiss"                               | Isaac Ravishankara          |
| 2010 | "Take It Off"                                 | Paul Hunter e Dori Oskowitz |
| 2010 | "Take It Off" (versão de K$ n' Friends)       | Paul Hunter e Dori Oskowitz |
| 2010 | "We R Who We R"                               | Hype Williams               |
| 2011 | "Blow"                                        | Chris Marrs Pilieiro        |
| 2012 | "Sleazy Remix 2.0: Get Sleazier"              | Nicholaus Goossen           |
| 2012 | "Die Young"                                   | Darren Craig                |
| 2013 | "C'Mon"                                       | Darren Craig                |
| 2013 | "Crazy Kids"                                  | Darren Craig                |
| 2013 | "Dirty Love"                                  | Kesha                       |
| 2017 | "Praying" "Woman" "Learn To Let Go" "Rainbow" | Jonas Åkerlund              |
| 2018 | "I Need A Woman To Love" "Hymn"               |                             |